# Евтушов, Михаил Фёдорович
Михаил Фёдорович Евтушов (укр. Михайло Федорович Євтушов; 1940—2015) — советский и украинский спортсмен — Мастер спорта СССР по вольной борьбе (1959) и тренер — Заслуженный тренер УССР (1972) и СССР (1981). Также судья международной категории по самбо и всесоюзной категории — по дзюдо.

## Биография
Родился 7 апреля 1940 года в Киеве.
В 1963 году закончил Львовский институт физической культуры. Занимался спортом — выступал за команду по вольной борьбе спортивного общества «Динамо» (Львов), где также работал тренером в 1959—2007 годах. В период с 1970 по 1997 годы Евтушов являлся старшим тренером сборной команды Украины по борьбе дзюдо.
В течение многих лет Михаил Евтушов работал старшим тренером Украинского совета физкультурно-спортивного общества «Динамо», а затем был назначен старшим тренером Центрального совета этого же общества. За годы работы тренером-преподавателем в ФСО «Динамо» Украины он подготовил 154 мастера спорта Украины. В их числе: Михаил Юнак — чемпион мира по борьбе самбо, Заслуженный мастер спорта СССР; Михаил Левицкий — чемпион мира по борьбе самбо; Карен Балаян — участник XXVI летних Олимпийских игр по дзюдо; Рамаз Чочишвили — бронзовый призёр чемпионата Европы по дзюдо, Мастер спорта международного класса.
Также среди его воспитанников другие известные спортсмены — Александр Литвиненко, Назар Ниранович, Александр Корчемлюк и Георгий Диденко.
Умер Михаил Фёдорович Евтушов 2 мая 2015 года.

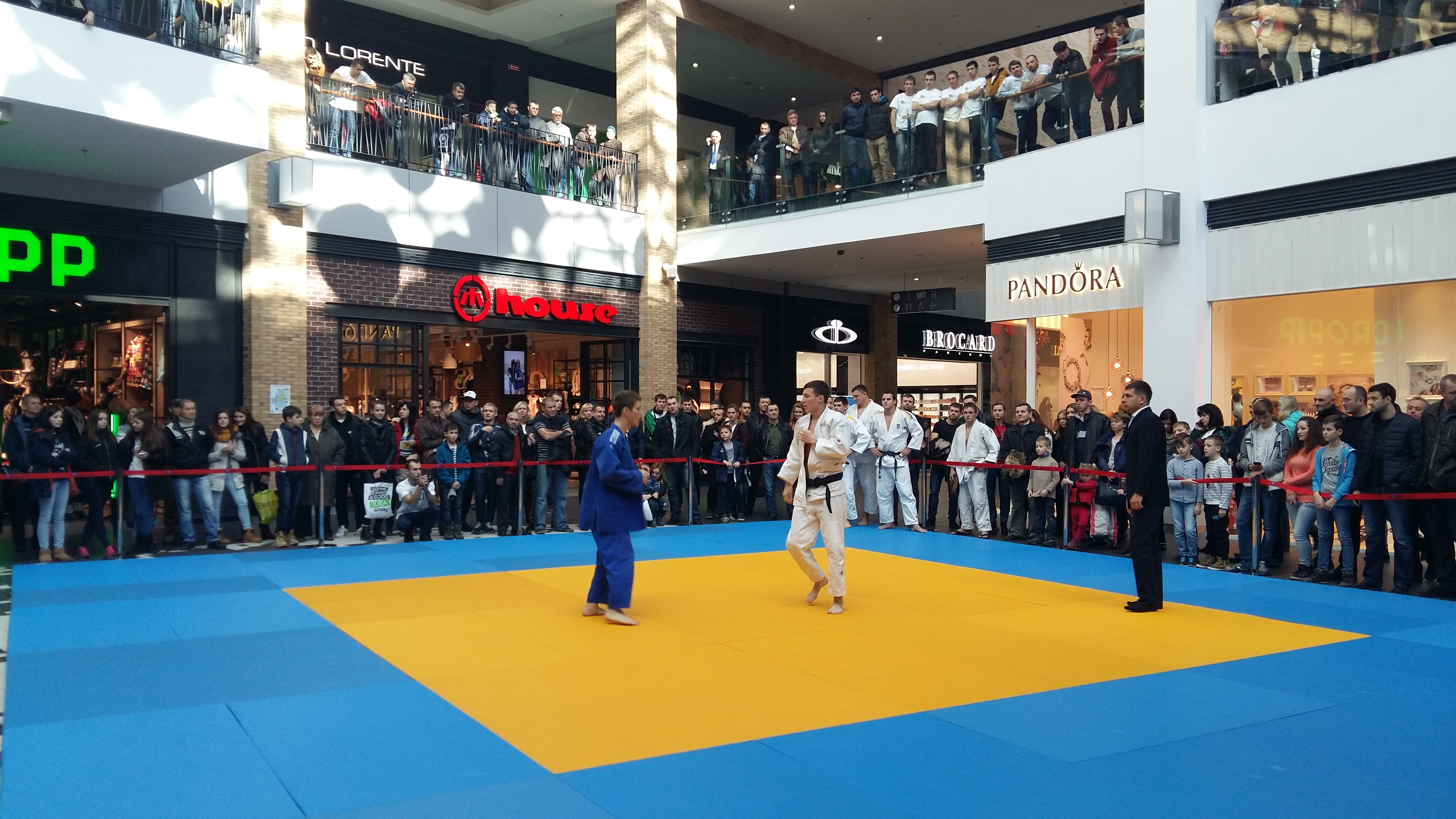
Турнир во Львове, 2015 год

В 2015 году во Львове был проведён первый Всеукраинский командный турнир по дзюдо, посвящённый памяти заслуженного тренера Украины Михаила Фёдоровича Евтушова, участниками которого стали сильнейшие спортсмены и члены национальной сборной Украины. Организатором турнира выступила общественная организация «Эволюция общества», учредителями которой являются ученики Михаила Федоровича. Впервые на Украине турнир по дзюдо состоялся в таком формате и его посетило порядка 10 000 зрителей.